# Алкио, Сантери
Сантери Алкио (фин. Santeri Alkio, при рождении Александр Филандер швед. Aleksander Filander; 17 июня 1862, Лайхиа, Великое княжество Финляндское — 24 июля 1930, Лайхиа, Финляндия) — финский политический деятель, писатель и журналист.

## Биография

### Детство и юность
Родился 17 июня 1862 года в городке Лайхиа в семье сельского торговца. По отцовской линии он восходил к роду Лююски из Лайхиа, из которого в XVIII-XIX веках вышло много известных в местном приходе лиц. Отец Юхо Лейкас сначала работал плотником, пока не повредил себе ногу, после чего стал работать портным у себя на дому. Тогда же он сменил фамилию на Филандер. Одновременно он начал возделывать землю, принадлежавшую его жене, и открыл небольшую бакалейную лавку. Таким образом, Сантери уже с детства соприкоснулся с сельскохозяйственными работами и торговлей.
В 1870 г. в Лайхиа была открыта народная школа Исокюля, в которую Сантери попал в числе первых. Окончив её, он попытался поступить в среднюю школу в Вааса, но из-за плохого знания шведского языка не был принят. Однако учёба в широком смысле слова для него не закончилась — он до конца жизни продолжал заниматься самообразованием и самовоспитанием. Его желание учиться распространялось на любое печатное финское слово, от текстов философов и общественных мыслителей до художественной литературы, газет и информации из будничной жизни. Алкио был по своему складу литературно-общественным человеком, он увлекался чтением и часто попутно начинал записывать новые мысли, навеянные прочтённым.
Сельское хозяйство оказалось убыточным для семьи, и отец вынужден был продать усадьбу и ограничиться магазином. После смерти отца в 1882 году Сантери пришлось взять ответственность и за магазин, обременённый большими долгами, и за семью: у него было двое младших братьев, а мать Мария, не умевшая читать и писать, не могла вести торговлю. Участь Алкио облегчало то, что магазин, стоявший на перекрёстке нескольких дорог, мог обеспечить существование семьи на долгие годы.
Торговля, однако, не была призванием Алкио. В 1904 году он осуществил давно вынашиваемые планы о продаже магазина.

### Молодёжное движение
За пределами исполняемых обязанностями и заботами будней существовал совершенно иной мир — мир свободы, духовного развития и отдыха, к которому Алкио всё больше стремился. Его влекли культура, народное просвещение и общественная жизнь. На первом месте стояла тяга к писательству, а также деятельность в молодёжном движении.
Молодёжное движение зародилось в конце XIX века в Южной Остроботнии, откуда распространилось по всей стране. На начальном этапе в движении доминировали студенты-фенноманы крестьянского происхождения. От них Алкио перенял феннофильские взгляды, идеалистические по своей природе. Он полностью принимал великую идею Ю. В. Снелльмана о финском цивилизованном государстве и обществе и оставался верным этой миссии до конца жизни.
Официально движение придерживалось нейтральной линии в политических дебатах того времени, но это было скорее программным фасадом. На самом деле, под руководством фенноманов и при преобладании финской сельской молодежи, оно было одним из главных оплотов феннофильства.
Для Алкио было очень важно, чтобы движение стало чем-то принципиально новым — культурно-просветительским и «охранительным» движением. Основной задачей ставилось искоренение «испорченности нравов и невежества» и укрепление веры в здоровые ценности сельской жизни. Их было необходимо оберегать от урбанизации, создавая защитный панцирь от соблазнов индустриального образа жизни. Эти отправные точки аграрного движения стали непосредственным направлением развития Аграрного союза.
В 1887 г. Сантери Алкио был избран секретарём молодёжного общества Южной Остроботнии, в 1888—1889 — его руководителем. В это же время он получает известность как писатель. Вскоре он стал главным редактором газеты общества «Пюркия», найдя таким образом сферу применения писательского таланта. На страницах газеты он занял центральное место идейного руководителя движения.
Из всех идей молодёжного движения Алкио выделял провинциальную духовность, прогрессивность, христианство и самовоспитание молодёжи. Движение должно было быть, по его мнению, сообществом молодых людей, самостоятельно получивших образование. В этом отношении он существенно расходился во взглядах с фенноманами, которые считали, что народное просвещение должно управляться сверху. Эта же основная мысль подходила, по его мнению, и для христианской жизни — каждый должен был искать свою веру самостоятельно, без какого-либо давления со стороны авторитетов. Только таким способом христианство могло стать действительно личностным и живым.

### Литературная деятельность
К концу XIX — началу XX века серьёзные формы приобрело стремление Алкио стать писателем. В 1880-х, с появлением произведений Юхани Ахо и Минны Кант, стало расти число сторонников финского реализма, и Алкио с радостью присоединился к их числу. Его привлекла социальная направленность этого направления в литературе, его прогрессивность и близкий к народу реализм. Это отразилось в произведении «Семья Теереля» (1887), в которой изображался народный быт Южной Остроботнии. Уже в этой книге обнаруживаются основные черты и та напряжённость, которые и в более поздний период будут характерны для его творчества: с одной стороны — реалистичное изображение народа и крестьянский колорит Южной Остроботнии, с другой — этический пафос и вера в прогресс.
Признаки романа о реальных людях под вымышленными именами свойственны произведению «Ушедший» (1892), в которое изображены трудности и гибель просвещённого учителя в ограниченном окружении. Это же следует сказать и о вышедшей к рождеству 1896 г. книге «Разрушающие силы», темой которой был неурожайный 1867 год. Алкио не ограничивается описанием бедственного положения, хотя размах беды действительно велик. Катастрофа была для него прежде всего тестом на человечность, который лучше всего проходили те добросердечные крестьяне, которые оказались способны нести ответственность за своих близких; худшую славу снискали себе спекулянты, бессовестные торговцы и бездарные чиновники.
Вышедший в 1894 г. роман «Поножовщики» принёс писателю всенародную популярность. Своевольная жизнь злодеев из Южной Остроботнии в его изображении была одновременно и сложной социальной проблемой недалёкого прошлого, и своеобразным сказанием о героях. Чего было больше — это Алкио оставил решить самому читателю. Также притягательная сила книги основывается на её суровом народном языке, динамизме и живости диалогов. «Поножовщики» — это эпос Южной Остроботнии, с присущими эпосу элементами — драматическим сюжетом, доходчивым повествованием, народным языком и чертами самобытности.

### Политическая деятельность на рубеже веков
В 1889 г. Алкио присоединился к группировке, объединившейся вокруг газеты «Päivälehti». Здесь пользовались влиянием многие писатели, включая Юхани Ахо, Сантери Ивало, Казимира Лейно и Й. Х. Эркко. После отделения младофиннов от старофиннов в 1894 г. сторонники газеты стали ядром собственной либеральной группировки в феннофильском движении. В 1890-е гг. Алкио избегал полной политизации печати, что было связано с его руководящим положением в молодёжном движении. В любом случае, связь с младофиннами означала для Алкио ступень к политическому совершеннолетию. Движение было не только политической партией, но и прогрессивным культурным движением.
В 1905 году Алкио создаёт в Лайхиа рабочий союз в духе  молодёжного общества, отвергая при этом марксистские взгляды на классовую борьбу и революцию. Рабочее движение было для него важным проявлением демократического роста народных масс. В то же время он оставался националистом, считая, что под социалистическими лозунгами движение могло бы сбиться с пути.
Алкио чувствовал, что руководство младофиннов в Хельсинки было слабо знакомо с проблемами сельской жизни. Он поддерживал парламентскую реформу и выступал за расширение права голоса. В представлении Алкио, Финляндия должна была быть демократической, говорящей по-фински, свободной в вероисповедании и гибкой по своей культуре. Её сила скрывалась в духовном росте народа и в общественном развитии. Когда с назначением Николая Бобрикова генерал-губернатором Великого княжества Финляндского страна оказалась в тисках его русификаторской политики, Алкио занял жёсткую конституционную позицию. Он не верил в возможность вооружённого сопротивления. Он принимал участие в деятельности движения сопротивления, собирая подписи под воззваниями протеста, распространяя издания Кагала, руководящего органа конституционалистов, и призывая молодёжь участвовать в забастовках против воинской повинности. В то же время, он не был полностью удовлетворён деятельностью Кагала. По его мнению, там было мало увлечённости социальными реформами, в которых столь остро нуждался народ. Кроме того, эффективность пассивного сопротивления ослабевала. Алкио начал разочаровываться и в сторонниках «Päivälehti».
Начавшаяся в России в 1905 г. революция заставила императора Николая II отступить в финляндском вопросе. Вскоре автономия была восстановлена, и сенат получил предписание подготовить проекты сеймового устава, основывающегося на всеобщем и равном избирательном праве, и законодательства, гарантирующего гражданские права и свободы. Эти требования были выдвинуты в Финляндии в связи с ноябрьской забастовкой. Алкио принимал участие в работе комитета, разрабатывавшего сеймовую реформу, и представлял в нём радикально-демократическое направление. По его предложению комитет принял решение создать однопалатный парламент. Также он поддерживал избирательное право для женщин.
Поскольку Финляндия в тот период была преимущественно аграрной страной, то предоставление всеобщего и равного избирательного права всем совершеннолетним гражданам Финляндии делало намного более значимыми голоса сельских избирателей. На парламентских выборах 1907 года старые многие партии стремились привлечь на свою сторону сельское население. Более того, произошло политическое пробуждение собственно крестьянства. Весной 1906 г. идеи аграрной партии стали распространяться на разных уровнях в провинции, в том числе по инициативе старо- и младофиннов; с опорой на их энтузиазм ставилась цель создания Аграрного союза.
В апреле 1906 года Алкио начал выпускать газету «Ilkka», предназначенную для сельского населения Южной Остроботнии. В создании этого органа печати принял активное участие ряд провинциальных младофиннов-оппозиционеров. Газета точно передавала дух деревни, в то же время она не призывала к разрыву с младофиннами и созданию самостоятельной аграрной партии. Алкио в первую очередь стремился оказать давление на руководство своей партии с целью изменения курса. Даже в 1906 г. он не верил в возможности создания независимой аграрной партии. Когда в сентябре 1906 г. крестьяне губернии Оулу под руководством Отто Кархи основали независимую сельскую партию Союз сельского населения Финляндии (СМЛ), который впоследствии стал основой Аграрного союза, Алкио, как и Кюэсти Каллио, поначалу счёл эту инициативу авантюрной и надеялся, что союз впоследствии объединится с младофиннами. В это же время Алкио вместе с небольшой группой оппозиционных младофиннов создаёт Младофинский аграрный союз Южной Остроботнии. Этот аграрный союз составлял отдельную фракцию внутри партии младофиннов. Тем не менее, на парламентских выборах 1907 г. Алкио согласился стать депутатом от младофиннов, и был избран по их спискам.
Однако, уже через несколько месяцев Алкио насытился городскими замашками младофиннов и перешёл в Аграрный союз. Вскоре Аграрный союз младофиннов Южной Остроботнии последовал за ним. В маленьком Аграрном союзе Алкио быстро поднялся до руководства партии уровня Каллио. Особенно это было заметно в формировании партийной идеологии, однако он оказал большое влияние также и на многие практические решения.

### Время Гражданской войны и последующий период
Основные годы нахождения Алкио у руководства партией приходятся на переходный период 1917—1919 гг., когда Финляндия стала независимой. Весной 1917 года он примкнул к политическому фронту, который выступал за независимость Финляндию и её отсоединение от России. Во время внутриполитического кризиса осени 1917 г. Алкио предпринимал попытки к примирению разногласий между левыми и буржуазными партиями, однако это не предотвратило обострение ситуации. Страна была втянута в Гражданскую войну. Во время войны Алкио скрывался в Хельсинки. Боль за происходящее нашла отражение в его дневниках. Хотя восстание социалистов глубоко потрясло его, к жаждущим мести он не относился. Он считал, что ответственность за восстание несли революционно настроенные предводители рабочих, но осуждать всё рабочее движение за это было нельзя. Причиной восстания он видел, прежде всего, «штормовые волны» революции, агитацию руководителей-социалистов и промедление в проведении социальных реформ. Во время мрачной развязки войны весной 1918 он принадлежал к тем политикам победившей стороны, которые стали публично призывать к гражданскому согласию. Кроме того, он считал необходимым отстаивать демократию и республику, а также проводить социальные преобразования.
В борьбе за форму правления Алкио занял солидное место в лагере конституционалистов. Это подтвердилось осенью 1918 г., когда среди младофиннов под давлением монархистов начался раскол и
когда даже К. Ю. Стольберг отошёл от политической деятельности, став председателем Высшего административного суда. В это время Алкио также начал сомневаться в своей позиции относительно республики. Крестьяне, опасаясь господской власти, на внеочередном партийном собрании Аграрного союза не оставили своим представителям возможности для компромиссов. В создании республиканской формы правления Алкио занял в парламенте более решительную позицию, чем Стольберг.
На первых парламентских выборах независимой Финляндии в 1919 г. Алкио привёл свою партию к победе. В 1919—1922 гг. он проводил центристскую политику. В 1919 г. он находился на посту министра социального обеспечения в правительстве Каарло Кастрена. Он не стремился к правительственным креслам, а с бо́льшим желанием оставался руководителем парламентской фракции. В 1922 году он покинул парламент. Его поприщем оставались газета «Ilkka», литературное творчество, борьба за сухой закон и статус патриарха партии.

## Сочинения
- Teerelän perhe (1887)
- Puukkojunkkarit — kuvauksia nyrkkivallan ajalta (1894) (Полный текст)
- Murtavia voimia (1896) (Полный текст)
- Jaakko Jaakonpoika (1913) (Полный текст)
- Uusi aika (1914)
- Patriarkka (1916)
- Ihminen ja kansalainen (1919)
- Yhteiskunnallista ja valtiollista (1919)
- Maalaispolitiikkaa I—II (1919, 1921)
- Kootut teokset I—XIII (1919—1928)
- Valitut teokset (1953)